# サキグロタマツメタ
サキグロタマツメタ（学名：Laguncula pulchella）は、タマガイ科に属する巻貝の一種。東アジアの干潟や水深15mまでの泥底に生息する。食用で、美味とされるが、商品として市場に出回ることはほとんど無い。

## 特徴
殻高3-4cm前後の洋梨型。タマガイ科としては殻が薄く、羅塔も高い。殻色は灰色で名前の通り螺塔の先端は黒色。また、臍孔は深く開く。一見すると形状はタニシ科のマルタニシに似る。
近似種として同属で外観が近似するタマツメタ（Euspira pila）や普通種であるツメタガイ（Glossaulax didyma）などがあるが、色彩などの特徴から区別は比較的容易であると思われる。
近縁種であるツメタガイと同様、肉食性で二枚貝に付着し、殻に穴をあけて中の肉を食べる。  

## 日本での現状
日本には古くから有明海や瀬戸内海の軟泥干潟に在来個体群が分布していたが、そこから分布を広げることはほとんどなく、むしろ干拓などの開発に伴って個体群を縮小させて珍しい貝の部類に入るほどであった。また分布地でも漁業被害を起こす貝であるとはほとんど認識されてもいなかった。しかし、1990年代後半になって中国からの輸入アサリに混入して入ってきたと考えられる大陸側の海域に由来する外来個体群が日本列島に侵入し、急速に各地で分布を広げ、深刻な漁業被害を招いている。そのため、在来個体群と外来個体群の間には、個体群特性や摂食習性に大きな差があるのではないかとの仮説が有力視されているが、まだ十分に解明されてはいない。
2012年に公表された環境省の第4次レッドリストでは絶滅危惧I類に指定された。

### 食害
外来個体群由来のサキグロタマツメタは、前述のとおり二枚貝を捕食するため、アサリの養殖や潮干狩りの運営（通常、干潟にアサリを撒いておく）に被害を与えており、特に潮干狩りの被害が深刻で、場所によっては潮干狩りの中止に追い込まれたことがある。外来個体群に属するサキグロタマツメタはその旺盛な食欲から、干潟のブラックバスと呼ばれることがある。駆除は人手に頼るしかなく、大変な労力を伴う。そのため、潮干狩り業者によっては、客にサキグロタマツメタの駆除を呼びかけ、集めたサキグロタマツメタをジュースなどと交換するなどの対策を取ることもある。